# Finocchio

Finocchio is een metrostation in de Italiaanse hoofdstad Rome. Het station ligt ondergronds op de plaats van de voormalige gelijknamige halte van de smalspoorlijn Rome-Fiuggi-Alatri-Frosinone. Deze halte bediende van 1916 tot 1996 het dorp Finocchio met de sneltramdienst op de smalspoorlijn. Nadat begin jaren 80 van de twintigste eeuw de smalspoorlijn ten oosten van Rome beschadigd raakte door natuurgeweld werd in 1986 besloten om niet tot herstel over te gaan. Het onbeschadigde deel ten westen van Pantano werd onderdeel van het stadsvervoer. Het deel ten tussen Pantano en Grotte Celoni, waaronder Finocchio, werd geheel herbouwd als premetro. Tussen 1996 en 2006 werd het traject bij Finocchio ondergronds gebracht en bij de westelijke tunnelmond een station opgetrokken. Op 1 maart 2006 werd de premetro geopend, maar al na ruim 2 jaar weer gesloten in verband met de ombouw tot metro. Op 9 november 2014 werd het station heropend als onderdeel van lijn C.